# Sebastiano Martinelli
Sebastiano Martinelli, O.S.A., italijanski rimskokatoliški duhovnik, škof in kardinal, * 20. avgust 1848, Borgo Sant'Anna, † 4. julij 1918.

## Življenjepis
4. marca 1871 je prejel duhovniško posvečenje.
18. aprila 1896 je postal apostolski delegat v ZDA; 18. avgusta je bil imenovan za naslovnega nadškofa Efeza, 30. avgusta je prejel škofovsko posvečenje in 4. oktobra istega leta je bil ustoličen. 
15. aprila 1901 je bil povzdignjen v kardinala.
Naslednje leto se je vrnil v Rimsko kurijo.
9. junija 1902 je postal kardinal-duhovnik S. Agostino in 8. februarja 1909 prefekt Kongregacije za obredje.